# Саша Чорний
Саша Чорний (справжнє ім'я — Олександр Михайлович Глікберг; 1 (13) жовтня 1880, Одеса — 5 серпня 1932, Ле-Лаванду, Франція) — російський поет. Єврей.

## Біографія
1905 року Олександр Глікберг під псевдонімом Саша Чорний дебютував у сатиричних журналах Петербургу.
Його перша книжка «Разные мотивы» надрукована 1906 року (всього у творчому доробку Саші Чорного понад 40 книг).
З початком Першої світової війни письменник йде добровольцем в армію. З 1920 — в еміграції в Німеччині (Берлін).
1924 року поет переїхав до Парижа.
Поет-сатирик плідно працював для юних читачів, видаючи вибрані твори відомих письменників та публікуючи свої.

## Українські видання
- Саша Чорний. Щоденник фокса Міккі. — Л. : Видавництво Старого Лева, 2011. — 120 с. — (Чотири лапи) — ISBN 978-966-2909-66-1.